# Gerry Scotti
Gerry Scotti (Miradolo Terme, 7 de agosto de 1956) é um apresentador de televisão, ator e DJ da Itália.
Os programas mais famosos que ele apresenta são: Chi vuol essere milionario?, La Corrida, Fifty-fifty.
Ele foi deputado pelo Partido Socialista Italiano de Bettino Craxi desde 1987 até 1992.